# Young Eagles
Young Eagles is een Amerikaanse dramafilm uit 1930 onder regie van William A. Wellman. Destijds werd de film in Nederland uitgebracht onder de titel Jonge adelaars.

## Verhaal
Op verlof in Parijs tijdens de Eerste Wereldoorlog wordt luitenant Robert Banks verliefd op Mary Gordon. Terug aan het front neemt hij de Duitse gevechtspiloot Von Baden gevangen. Robert brengt hem naar het hoofdkwartier, maar daar wordt hij gedrogeerd door Mary. Als hij weer bij bewustzijn is, ontdekt hij dat Mary en Von Baden samen verdwenen zijn.

## Rolverdeling
| Acteur           | Personage              |
| ---------------- | ---------------------- |
| Charles Rogers   | Luitenant Robert Banks |
| Jean Arthur      | Mary Gordon            |
| Paul Lukas       | Von Baden              |
| Stuart Erwin     | Pudge Higgins          |
| Virginia Bruce   | Florence Welford       |
| Gordon De Main   | Majoor Lewis           |
| James Finlayson  | Scotty                 |
| Frank Ross       | Luitenant Graham       |
| Jack Luden       | Luitenant Barker       |
| Freeman Wood     | Luitenant Mason        |
| George Irving    | Kolonel Wilder         |
| Stanley Blystone | Kapitein Deming        |